# Designingenjör
Designingenjör är en akademisk titel som integrerar ingenjörskunskaper med industridesign och sätter användarens behov i centrum. En designingenjör blir en person med insikt i flera delar av produktutvecklingskedjan, från idé till färdig produkt. 
I yrkeslivet kan man finna en designingenjör på jobb som till exempel produktutvecklare, konstruktör, industridesigner, designinköpare, produktplanerare eller projektledare.
Sveriges första designingenjörsutbildning startade på Högskolan i Skövde 1994, och finns idag på flera universitet och högskolor.